# Salmon (Idaho)
Salmon é uma cidade localizada no estado americano de Idaho, no Condado de Lemhi.

## Demografia
Segundo o censo americano de 2000, a sua população era de 3122 habitantes.
Em 2006, foi estimada uma população de 3059, um decréscimo de 63 (-2.0%).

## Geografia
De acordo com o United States Census Bureau tem uma área de
4,6 km², dos quais 4,5 km² cobertos por terra e 0,1 km² cobertos por água. Salmon localiza-se a aproximadamente 1202 m acima do nível do mar.

## Localidades na vizinhança
O diagrama seguinte representa as localidades num raio de 96 km ao redor de Salmon.